# Lovro Žvab
Lovro Žvab, slovenski kulturno-zgodovinski publicist, * 9. avgust 1852, Dutovlje, † 31. avgust 1888, Dutovlje. 

## Življenje in delo
Obiskoval je gimnazijo v Gorici in Trstu a je ni končal. V letu 1871/1872 je odslužil enoletni vojaški rok, nato bil praktikant pri davčnem uradu v Trstu, in opravil izpit iz višjega računovodstva. Ko je Srbija 1876 začela vojno s Turki, se je napotil v Šabac, da bi vstopil v srbsko vojsko; ker ni uspel, se je vrnil v Ljubljano. Tu ga je na priporočilo Frana Levca 1876 sprejel Ferdinand Mahr (sin Jakoba Franca Mahra) v svoj trgovski učni zavod za učitelja zemljepisa, slovenščine nemščine in srbohrvaščine. Leta 1881 je bolan zapustil Ljubljano, se zdravil v domačem kraju, oktobra 1882 pa preselil v Trst in se preživljal kot zasebni učitelj tujih jezikov. Po smrti Viktorja Dolenca je v začetku 1888 prevzel uredništvo časopisa Edinost vendar ga je bolezen prisilila, da ga je kmalu opustil.
Na Žvaba, narodnjaka, nadarjenega za jezike, sta najbolj vplivala Karel Lavrič v Gorici in Fran Levstik v Ljubljani, čigar zvesti učenec je bil zlasti v jezikoslovnih vprašanjih; od njega se je tudi navzel veselja do literarne zgodovine in knjižnih starin. Kljub skromnim dohodkom je kupoval redke knjige in si ustvaril lepo knjižnico. Članke je pisal v Ljubljanski zvon in druge časopise, med drugimi tudi o Primožu Trubarju (1884), knjižnih redkostih (1883), slovenski rokopisni zdravilski knjigi iz leta 1799 (1886), o slovanskem društvu v Trstu (1886), o portretih slovenskih pisateljev, o Janezu Mandelcu (1886). Poročal o srbsko-turških bojih (1876), več uvodnikov in člankov je objavil v Edinosti (1884-1888). V Slovenskem narodu je dokaj negativno ocenil Jovana Vesela Koseskega (SN 1880, št. 91–93). Stalno vrednost imajo njegovi bibliografski prispevki o redkih slovenskih knjigah in starih tržaških tiskih. Tudi narodopisje ga je pritegovalo. Objavil je ljudsko povest Topolovo rebro (1882).
V Trstu je bil eden od vidnejših pospeševalcev slovenskega narodnega življenja. Po njegovi zaslugi je bila ustanovljena podružnica Ciril-Metodove družbe, ki je odprla slovenski otroški vrtec, medtem ko otvoritve slovenske osnovne šole ni dočakal.